# قارچ‌های دو ریخت

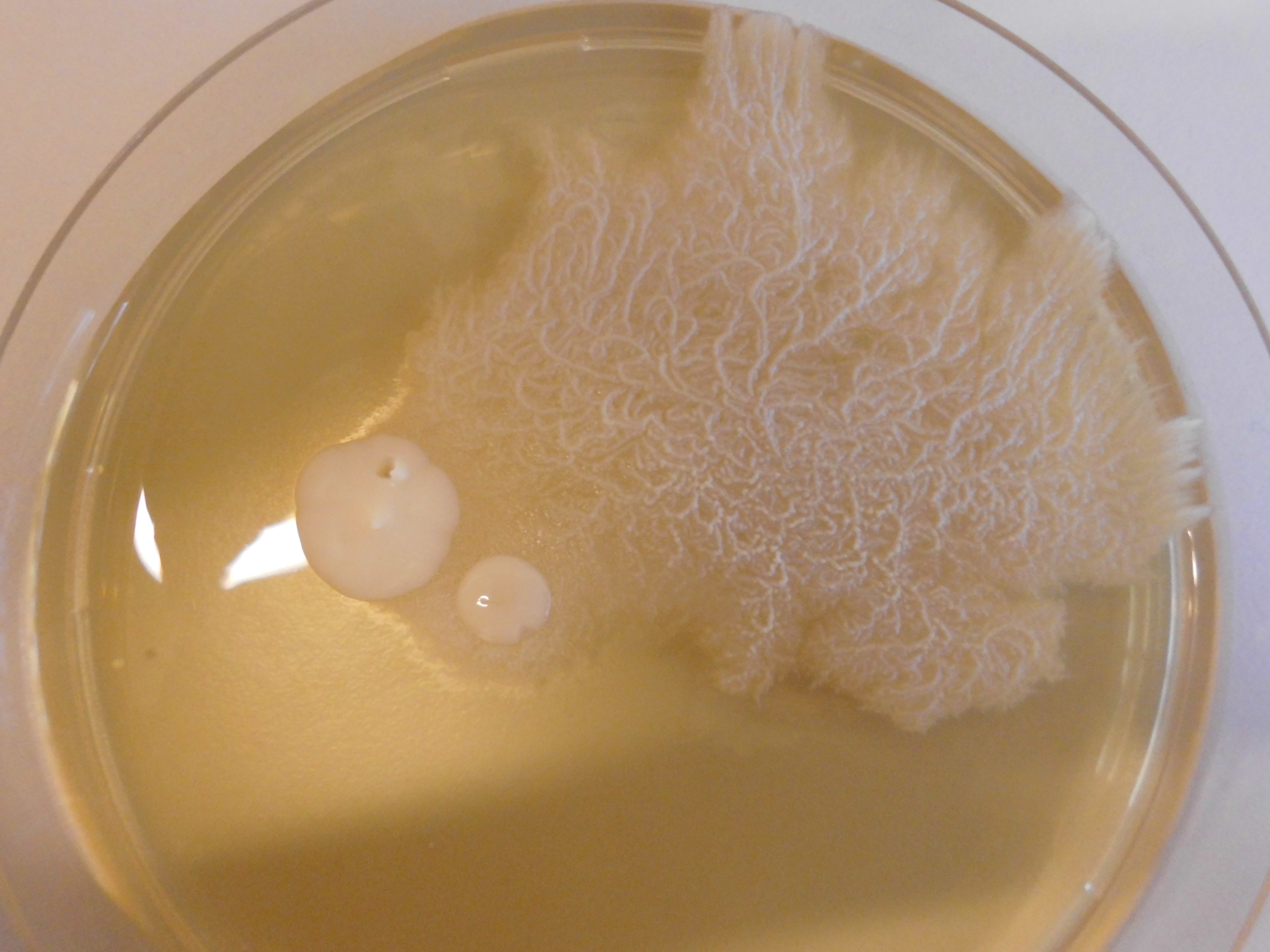
کاندیدا آلبیکنس در حال رشد به عنوان سلول‌های مخمر و سلول‌های نخینه‌ای

قارچ‌های دوریخت (به انگلیسی: Dimorphic fungi) قارچ‌هایی هستند که می‌توانند در دو ریخت مخمر و کپک وجود داشته باشند. به عنوان مثال Penicillium marneffei

## بوم‌شناسی
آنها را می‌توان در تمام مناطق جهان یافت.